# José de Alencar
José Martiniano de Alencar (född 1 maj 1829 i Messejana, död 12 december 1877 i Rio de Janeiro ) var en brasiliansk journalist, författare, jurist och politiker. Han föddes i Messejana i nordöstra Brasilien. Efter juridikstudier i São Paulo arbetade han som journalist i Rio de Janeiro. Som justitieminister i regeringen Itaboraí 1868 gjorde han sig känd som motståndare till slaveriets avskaffande. José de Alencar var en av de främsta brasilianska författarna under romantiken. Brasiliens självständighet och nationalism var genomgående teman i hans verk. José de Alencar var skyddspatron för Machado de Assis stol nummer 23 i Academia Brasileira de Letras (Brasilianska litterära akademin). Han dog av tuberkulos, 48 år gammal.

## Barndom och studier
José de Alencar var barnbarn till revolutionären Bárbara de Alencar. Fadern José Martiniano de Alencar var senator för delstaten Ceará. Barndomshemmet låg i Messejana, idag en stadsdel i Fortaleza. de Alencars födelse blev en stor skandal då den var resultatet av en illegitim relation mellan fadern, som även varit präst i katolska kyrkan, och dennes kusin Ana Josefina de Alencar. Cazuza, som de Alencar kallades i familjen, fick så småningom elva syskon. 
Familjen flyttade 1840 till Brasiliens dåvarande huvudstad, Rio de Janeiro. Efter studier i Rio de Janeiro, São Paulo och Olinda tog han juristexamen vid Faculdade de Direito de São Paulo.

## Tidig karriär
Efter att ha tagit sin juristexamen reste han till Rio de Janeiro och började arbeta för tidningarna Correio Mercantil och Diário do Rio de Janeiro. Vid den tiden anställde Correio Mercantil andra viktiga brasilianska författare som Machado de Assis och Joaquim Manuel de Macedo. Sedan han hindrats från att publicera vissa artiklar i Correiro köpte han och några vänner tidningen Diário do Rio de Janeiro där han publicerade sina första romaner, Cinco Minutos (1856) och A Viuvinha (1857).

## Genombrott och sen karriär
Efter den delvisa framgången med hans första texter publicerade de Alencar O Guarany (1857), vilket gjorde honom känd i hela landet. Romanen blev senare underlag för operan Il Guarany. O Guarany var den första i en trilogi om den brasilianska ursprungsbefolkningen. De andra två är Iracema (1865) och Ubirajara (1874). I dessa böcker kläs infödingarna som hans europeiska motsvarigheter, de medeltida riddarna. Eftersom Brasilien inte hade något förflutet (enligt de Europeiska kolonisatörerna) var lösningen att skapa en nationell mytologi som anpassade europeiska beteenden till tropiska värden. de Alencars stora projekt var att säkra Brasiliens självständighet på alla sätt.

## Verk
| Urbana romaner - Cinco Minutos, roman, 1856 - A viuvinha, roman, 1857 - Lucíola, roman, 1862 - Diva, roman, 1864 - A pata da gazela, roman, 1870 - Sonhos d'Ouro, roman, 1872 - Senhora, roman, 1875 - Encarnação, roman, 1877 - gavs ut efter hans död Historiska romaner - As minas de prata, roman, 1865 - Afarrábicos, roman, 1873 - A Guerra dos Mascates, roman, 1873 Regionala romaner - O gaúcho, roman, 1870 - O Sertanejo, roman, 1876 Lantliga romaner - O tronco do ipê, roman, 1871 - Til, roman, 1872 Inhemska romaner - O Guarany, roman, 1857 - Iracema, roman, 1865 - Ubirajara, roman, 1874 Pjäser - O Crédito, pjäs, 1857 - Verso e reverso, pjäs, 1857 - As asas de um anjo, pjäs, 1858 - O demônio familiar, pjäs, 1858 - Mãe, pjäs, 1860 - A Expiação, pjäs, 1867 - O Jesuíta, pjäs, 1875 | Andra verk - Cartas sobre a confederação dos Tamoios, 1856 - O Marquez de Paraná: traços biograficos: publicados no Diario, 1856 - A noite de São João, lyrik komedi, 1860 - Escabiosa (sensitiva), 1863 - Os Filhos de Tupã, poesi, 1863 - Ao Imperador: cartas politicas de Erasmo, första sammanställningen av politiska brev, 17 november 1865 till 24 januari 1866 - Ao Marquez de Olinda - Erasmo, 1866 - Ao Imperador: cartas politicas de Erasmo, andra sammanställningen av politiska brev, 4 juni 1867 - Ao Imperador: cartas politicas de Erasmo, tredje sammanställningen av politiska brev, mars 1868 - Discussão do voto de graças, tal, 9 augusti 1869 - A alma de Lázaro, 1873 - Como e porque sou romancista, 1873 - O ermitão da Glória, krönika, 1873? - O garatuja, 1873 - Voto de graças, 1873 - Ao correr da pena, sammanställning av krönikor, 1874 - O nosso cancioneiro, 1874 |

## Hyllningar
I Fortaleza finns en teater, ett torg och en tunnelbanestation med namnet José de Alencar. Stadsdelen och stranden Iracema är uppkallade efter romanfiguren.  
I stadsdelen Flamengo i Rio de Janeiro finns ett torg och en staty av José de Alencar.  
Nedslagskratern Alencar på planeten Merkurius är uppkallad efter José de Alencar.

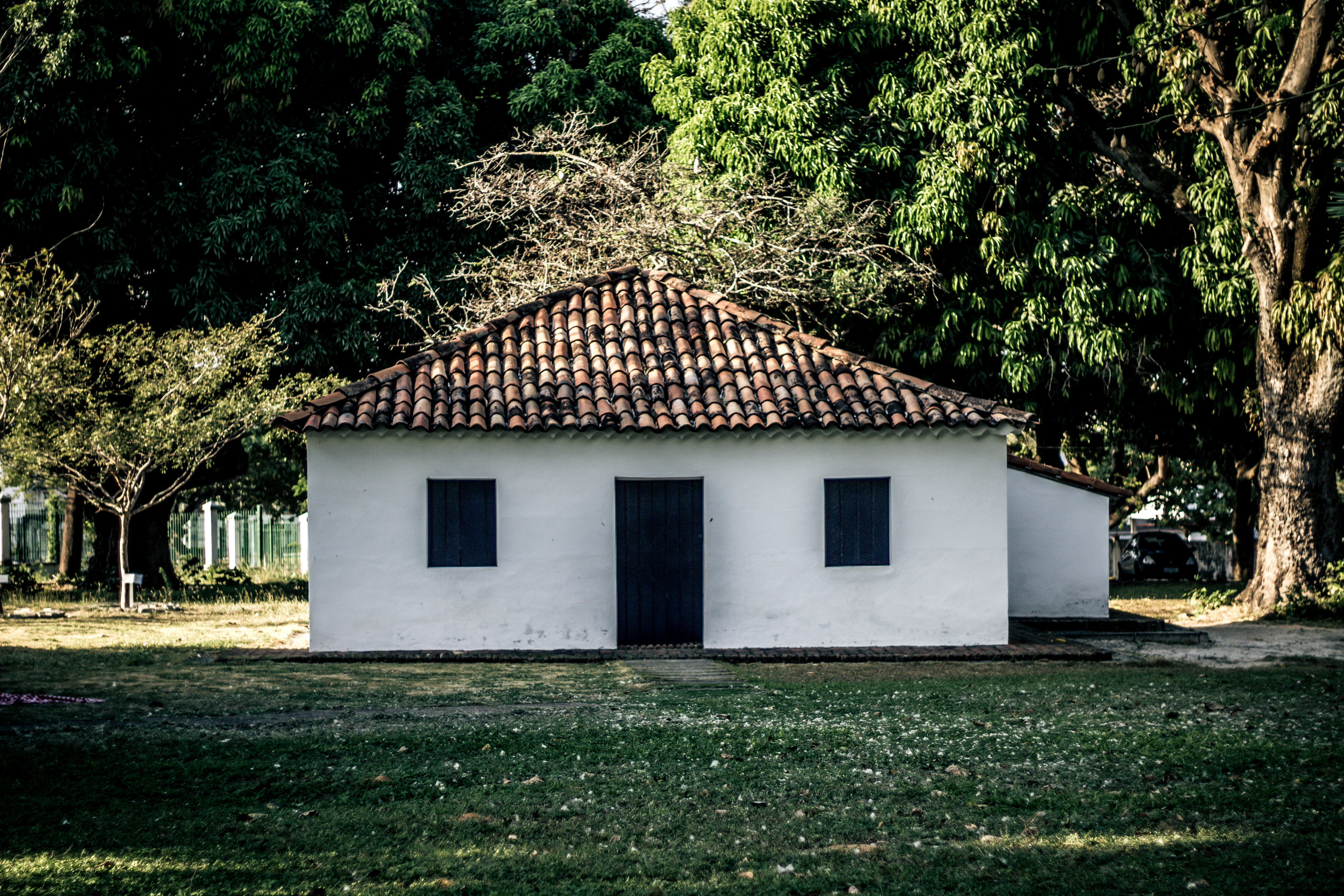
José de Alencars barndomshem i Messejana
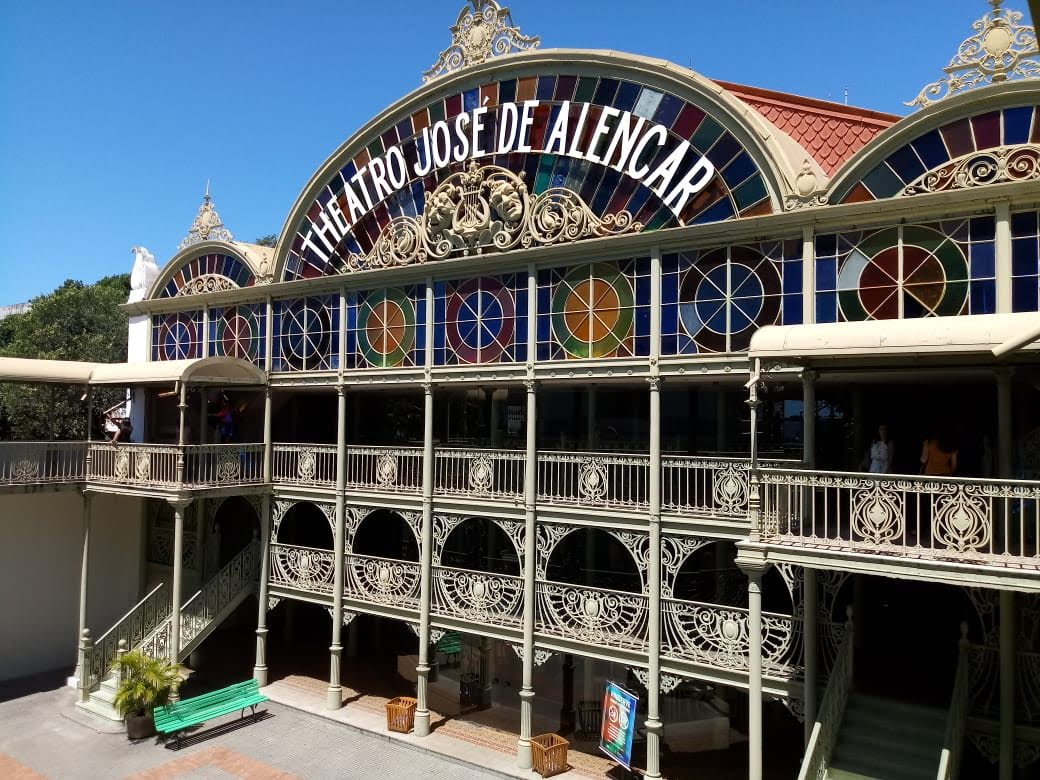
José de Alencar-teatern i Fortaleza
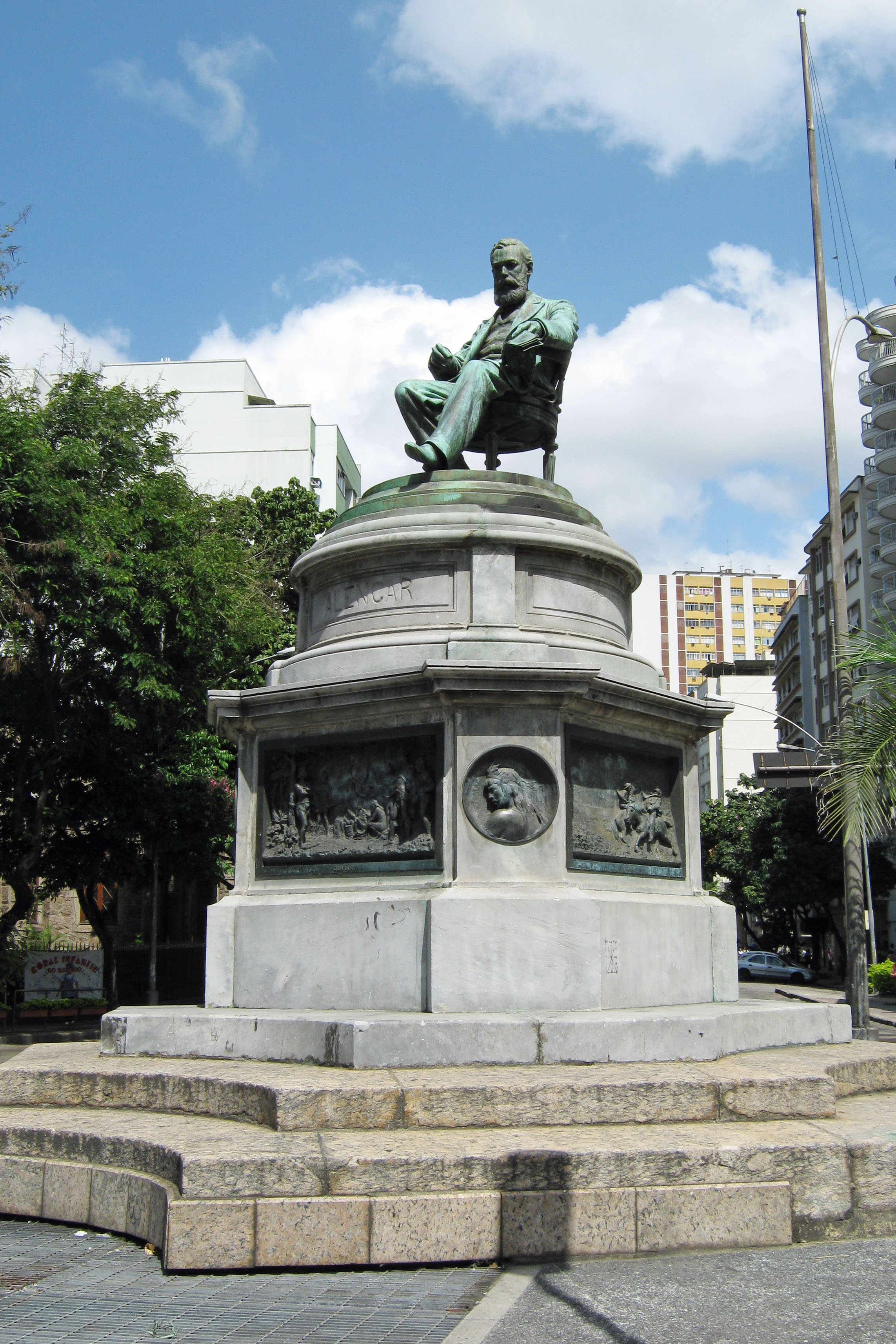
José de Alencar-statyn i Flamengo, Rio de Janeiro